# Betty Blue
Betty Blue (v originále 37°2 le matin) je francouzský hraný film z roku 1986, který režíroval Jean-Jacques Beineix podle stejnojmenném románu Philippa Djiana vydaného v předchozím roce. Originální titul má svůj původ v přirozené teplotě těhotné ženy, když se probudí. Snímek měl světovou premiéru 9. dubna 1986.

## Děj
Poblíž jihofrancouzského Gruissanu pracuje 34letý Zorg jako údržbář. Má na starosti opravy a údržbu malých plážových domků, kde také bydlí. Seznámí se s Betty, impulzivní mladou ženu, se kterou prožívá smyslný a vášnivý milostný vztah.
Betty je rychle unavena jejich stísněným nudným životem. Když objeví krabici plnou Zorgových sešitů a uvědomí si, že ve svém volném čase psal romány. Tlačí na něj, aby znovu psal, a chce, aby publikoval. Po hádce se Zorgovým šéfem Betty vypálí ubytování a oba milenci odjíždějí do pařížského regionu. Bydlí u Lisy, Bettyiny kamarádky a jejího společníka Eddyho, majitele pizzerie. Zorg a Betty u něj začnou pracovat. Zorg před Betty tají dopisy s negativními odpověďmi od vydavatelů.
Eddyho matka umírá a zdědí po ní dům v Marvejols v Lozère a obchod s klavíry. Zorg a Betty tam jedou bydlet. Zorg dodává klavíry. Betty radostně oznámí Zorgovi, že je podle testu těhotná. Později zjistí, že test se mýlil a postupně upadá do šílenství. Jednoho dne skončí v nemocnici poté, co si vypíchla oko. Vydavatel volá Zorgovi a oznámí mu, že s ním uzavře smlouvu na jeho romány. Zorg jde do nemocnice, aby řekl Betty dobré zprávy. Když ji vidí, že leží na posteli, udržovaná ve vegetativním stavu, Zorg se rozhodne skoncovat s jejich ničivou láskou a s Bettyiným utrpením. V převleku se vrátí do nemocnice a udusí Betty. Po návratu pokračuje v psaní, čímž splní Bettyino přání.

## Obsazení
| Jean-Hugues Anglade   | Zorg                                |
| Béatrice Dalle        | Betty                               |
| Gérard Darmon         | Eddy                                |
| Consuelo de Haviland  | Lisa                                |
| Clémentine Célarié    | Annie                               |
| Jacques Mathou        | Bob                                 |
| Claude Aufaure        | lékař                               |
| Dominique Besnehard   | zákazník v pizzerii                 |
| Vincent Lindon        | mladý policista Richard             |
| Raoul Billerey        | starý policista                     |
| Claude Confortès      | majitel bungalovů                   |
| André Julien          | starý Georges                       |
| Philippe Laudenbach   | nakladatel                          |
| Franck-Olivier Bonnet | zaměstnanec v bezpečnostní agentuře |
| Bernadette Palas      | matka malého chlapce                |
| Nathalie Dalyan       | Maria                               |
| Louis Bellanti        | Mario                               |
| Jacky Galibert        | zdravotní sestra                    |
| Frédéric Caratini     | Archie                              |
| Léonie Berthuit       | Eddyho matka                        |
| Catherine D'At        | zákaznice v pizzerii                |
| Raymond Julien        | Eddyho strýc                        |
| Dominique Pinon       | dealer                              |
| Jean-Pierre Bisson    | komisař                             |

## Ocenění
- Filmový festival v Montrealu: Grand Prix of the Americas a cena za nejoblíbenější film festivalu
- César: nejlepší filmová plakát (Christian Blondel); nominace v kategoriích nejlepší film, nejlepší režie (Jean-Jacques Beineix), nejlepší herec (Jean-Hugues Anglade), nejlepší herečka (Béatrice Dalle), nejlepší herec ve vedlejší roli (Gérard Darmon), nejlepší herečka ve vedlejší roli (Clémentine Célarié), nejlepší filmová hudba (Gabriel Yared), nejlepší střih (Monique Prim)
- Boston Society of Critics: nejlepší cizojazyčný film
- Mezinárodní filmový festival v Seattlu: Golden Space Needle za nejlepší režii
- Oscar: nominace na nejlepší zahraniční film
- BAFTA: nominace na nejlepší cizojazyčný film
- Zlatý glóbus: nominace na nejlepší cizojazyčný film